# The Story of Cathy & Me
The Story of Cathy & Me ist ein Jazzalbum von Curtis Fuller. Die 2010 in den Down In Deep Studios in Atlanta entstandenen Aufnahmen erschienen 2011 auf Challenge Records.

## Hintergrund
Das Album war eine Hommage, die der Posaunist Curtis Fuller seiner kurz zuvor verstorbenen Frau Cathy widmete. Zwischen den Stücken liegen vier gesprochene Vignetten, in denen Fuller beschreibt, wie er seine zukünftige Frau kennengelernt hat, sein Leben mit ihr und den Schmerz, sie durch die Krebserkrankung zu verlieren, obwohl sie mehr als zwei Jahrzehnte jünger war als er. Das Programm mischt Eigenkompositionen Fullers und bekannte Stücke, um ihre Geschichte zu erzählen. Fuller wird von unterschiedlich gruppierten Musikern begleitet, wobei der Trompeter Lester Walker und der Schlagzeuger Henry Conerway III die Konstanten sind. Weitere Musiker sind Daniel Bauerkemper, Akeem Marable (Tenorsaxophon), Nick Rosen (bzw. Kenny Banks, Jr.) (Piano), Brandy Brewer bzw. Kevin Smith (Kontrabass), Clarence Levy (Perkussion) und Tia Michelle Rouse (Gesang). Die Suite ist in drei Abschnitte unterteilt, die jeweils durch ein kurzes gesprochenes „Zwischenspiel“ eingeleitet werden. Ein viertes „Zwischenspiel“ dient als Coda. Die letzten beiden Instrumentalstücke des Albums sind beide Jazzstandards, ein ergreifendes „Too Late Now“ und ein melancholisches „Spring Will Be a Little Late This Year“.

## Titelliste
- Curtis Fuller: The Story of Cathy & Me (Challenge Records CR73309)[1]

1. Interlude 1: My Name Is Curtis DuBois Fuller (Akeem Marable, Jacey Falk, Kenny Banks Jr.) 2:01
2. Little Dreams 7:25
3. The First Time Ever I Saw Your Face (Ewan Mac Coll) 4:14
4. I Asked & She Said Yes (Jacey Falk) 3:42
5. The Right to Love (Gene Lees, Lalo Schifrin) 7:51
6. My Lady’s Tears (Bruce Williams) 5:25
7. Interlude 2: My Children (Akeem Marable, Jacey Falk, Kenny Banks Jr.) 1:49
8. Sweetness 3:07
9. Look What I Got (Betty Carter) 5:29
10. Interlude 3: Cancer, A Horrible Experience (Akeem Marable, Jacey Falk, Kenny Banks Jr.) 1:24
11. Life Was Good, What Went Wrong (Jacey Falk) 4:23
12. Love Was Everything When Love Was You and Me (Abbey Lincoln, Thad Jones) 3:56
13. Too Late Now (Alan Jay Lerner, Burton Lane) 5:39
14. Spring Will Be a Little Late This Year (Frank Loesser) 5:06
15. Interlude 4: My Wish for Cathy and My Friends (Akeem Marable, Jacey Falk, Kenny Banks Jr.) 2:42

Sofern nicht anders angegeben, stammen alle Kompositionen von Curtis Fuller.

## Rezeption
Ken Dryden verlieh dem Album in Allmusic vier Sterne und schrieb, Fuller ist als erfinderischer Solist immer noch ganz oben auf seinem Spiel, und obwohl die Nebendarsteller bei weitem nicht so bekannt sind, leisten sie hervorragende Arbeit bei der Interpretation seiner Arrangements. Es sei klar, dass alle beteiligten Musiker von Curtis Fullers tragischem Verlust bewegt waren, als sie ihn in seiner Zeit der Trauer mit brillanten Darbietungen beflügelten.
David Whiteis schrieb in JazzTimes, Fuller zeige seinen Kummer während des gesamten Albums, aber es sei ein Akt des Mutes, nicht des Selbstmitleids. So schlimm seine Geschichte auch sein mag, sie werde niemals tränenreich vorgetragen. Lester Walkers Trompetensolo sei hell, aber nie so fröhlich, dass es die allgemeine elegische Stimmung breche. Die Tenorsaxophonisten Daniel Bauerkemper und Akeem Marable seien stark fokussiert, aber locker und sogar verspielt in ihren Phrasen, klanglichen Variationen und harmonischen Gegenüberstellungen. Fuller zeige seine bekannte Wärme und Fülle des Tons, aber er mache seinen Klang auch mit einer breiten Direktheit härter.